# Louis-Hector de Callière
Louis-Hector de Callière nebo Callières (12. listopadu 1648 – 26. května 1703) byl francouzský voják a politik, guvernér města Montreal (1684–1699) a generální guvernér Nové Francie v letech 1698-1703. Byl to schopný důstojník i politik, který dokázal nekompromisně prosazovat královskou vůli v kolonii. Zúčastnil se několika bitev s Irokézy a s Angličany. Generálním guvernérem Nové Francie se stal po smrti Louise de Buade de Frontenac. Šlo o jednoho z hlavních architektů tzv. velkého usmíření – montrealského míru mezi Indiány a Francouzi.